# きらたかし
きら たかし（1970年 - ）は、日本の漫画家。男性。兵庫県宝塚市出身。1991年に『ダウンヒラーズ 滑降者』でデビュー。大阪芸術大学環境計画学科卒業。その後、山田玲司の下で8年間アシスタントの傍ら漫画家として活動。代表作は『赤灯えれじい』。
代表作に見られるように、優柔不断で頼りない少年が心の葛藤や友人との付き合い、女性との恋愛を経て人間的に成長していく、朴訥とした心温まるストーリー展開を得意とする。オートバイ好き（特にオフロードバイク）であり作中において度々描かれている他、バイク漫画も多数発表している。

## 年譜
- 1970年 - 兵庫県宝塚市生まれ[1]。
- 1991年 - 『ダウンヒラーズ 滑降者』が第29回小学館新人コミック大賞少年コミック賞で入選[1]。同作が『週刊少年サンデー』51号に掲載され、デビュー[1]。
- 1996年 - 『ティーンズロード』に『少女暴走伝説 Fair』連載。この時は“吉良たかし”で掲載。
- 1997年 - 関西地区限定のバイク情報誌『ゲットバイク』に2Pのエッセイ漫画『単車野郎』連載。
- 2003年 - 『赤灯えれじい』で第48回ちばてつや賞ヤング部門大賞を受賞[1]（応募時に年齢を偽っていたことを、後になって明らかにしている[要出典]）。
- 2004年 - 受賞作品を長編化した『赤灯えれじい』を『週刊ヤングマガジン』に連載開始（ - 2008年）。
- 2009年 - 『ケッチン』を『週刊ヤングマガジン』に連載開始（ - 2013年）。
- 2014年 - 『凸凹 DEKOBOKO』を『イブニング』に連載開始（ - 2015年）。
- 2017年 - 『ハイポジ』を『漫画アクション』に連載開始（ - 2018年）。
- 2020年 - 『ハイポジ』がテレビ大阪/BSテレ東にて『ハイポジ 1986年、二度目の青春。』のタイトルでテレビドラマ化。

## 作品リスト
- 少女暴走伝説 Fair（1996年、『ティーンズロード』、上下巻）※吉良たかし名義
- 単車野郎（1997年、『ゲットバイク』、全1巻）
- 赤灯えれじい（2004年 - 2008年、『週刊ヤングマガジン』、全15巻）
- 赤灯えれじい 東京物語（全1巻）
- ケッチン（2009年 - 2013年、『週刊ヤングマガジン』、全15巻）
- 凸凹 DEKOBOKO（2014年 - 2015年、『イブニング』、全2巻）
- ハイポジ（2017年 - 2018年、『漫画アクション』、全5巻）
- 没イチ（企画協力：小谷みどり、2020年[3] - 2021年[4]、『イブニング』2021年1号 - 2022年2号、全3巻）

## 師匠
- 山田玲司